# ウォード郡 (ノースダコタ州)
ウォード郡（英: Ward County）は、アメリカ合衆国ノースダコタ州の北西部に位置する郡である。2010年国勢調査での人口は61,675人であり、2000年の58,795人から4.9％増加した。郡庁所在地は州内第4の都市マイノット市（人口40,888人）であり、同郡で人口最大の自治体でもある。
ウォード郡はレンビル郡、マクヘンリー郡と共にマイノット小都市圏を構成している。

## 歴史
ウォード郡は1885年にダコタ準州議会が創設し、郡名はこの年の会期で準州下院郡委員会の委員長を務めたマーク・ウォードに因んで名付けられた。郡政府は1885年11月23日に初めて組織化され、郡庁所在地はバーリントンにあったが、1888年に現在のマイノットにある。
ウォード郡の領域には現在のバーク郡、マウントレイル郡およびレンビル郡が含まれていたので、その広大な領域は「インペリアル・ウォード郡」と呼ばれることが多かった。バーク郡とレンビル郡が分離したとき両郡はケンメアの町が域内に入ることを望まず、またケンメアが郡庁所在地になる危険性を避けたので、ケンメアはウォード郡の中に残り、現在の細い首が伸びたような領域となった 。

## 地理
アメリカ合衆国国勢調査局に拠れば、郡域全面積は2,056平方マイル (5,325 km2)であり、このうち陸地は2,013平方マイル (5,214 km2)、水域は43平方マイル (111 km2)で水域率は2.11％である。
郡の土地の大半は平坦あるいはうねりのある平原である。南端の方には数多い小さな湖が散在しており、スーリス川流域やサカカウェア湖にも水は流れていない。

### 主要高規格道路
| - アメリカ国道2号線 - アメリカ国道52号線 - アメリカ国道83号線 - ノースダコタ州道5号線 | - ノースダコタ州道23号線 - ノースダコタ州道28号線 - ノースダコタ州道50号線 |

### 隣接する郡
- レンビル郡 - 北
- マクヘンリー郡 - 東
- マクレーン郡 - 南
- マウントレイル郡 - 西
- バーク郡 - 北西

### 国立保護地域
- デスラックス国立野生生物保護区（部分）
- ヒドンウッド国立野生生物保護区（部分）
- アッパースーリス国立野生生物保護区（部分）

## 人口動態
以下は2000年国勢調査による人口統計データである。
| 基礎データ - 人口: 58,795人 - 世帯数: 23,041 世帯 - 家族数: 15,368 家族 - 人口密度: 11人/km2（29人/mi2） - 住居数: 25,097軒 - 住居密度: 5軒/km2（12軒/mi2） 人種別人口構成 - 白人: 92.40% - アフリカン・アメリカン: 2.22% - ネイティブ・アメリカン: 2.07% - アジア人: 1％未満 - 太平洋諸島系: 1％未満 - その他の人種、混血: 2.3% - ヒスパニック・ラテン系: 1.91% 先祖による構成 - ドイツ系：34.7％ - ノルウェー系：27.9％ 年齢別人口構成 - 18歳未満: 26.2% - 18-24歳: 13.0% - 25-44歳: 29.1% - 45-64歳: 19.2% - 65歳以上: 12.5% - 年齢の中央値:32歳 - 性比（女性100人あたり男性の人口） - 総人口: 99.2 - 18歳以上: 96.5 | 世帯と家族（対世帯数） - 18歳未満の子供がいる: 34.3% - 結婚・同居している夫婦: 55.2% - 未婚・離婚・死別女性が世帯主: 8.4% - 非家族世帯: 33.3% - 単身世帯: 27.2% - 65歳以上の老人1人暮らし: 9.8% - 平均構成人数 - 世帯: 2.46人 - 家族: 3.01人 収入と家計 - 収入の中央値 - 世帯: 33,670米ドル - 家族: 41,342米ドル - 性別 - 男性: 27,980米ドル - 女性: 19,830米ドル - 人口1人あたり収入: 16,926米ドル - 貧困線以下 - 対人口: 10.8% - 対家族数: 7.9% - 18歳未満: 12.5% - 65歳以上: 8.4% |

## 都市と町

### 都市
- マイノット - 郡庁所在地
- バーソルド
- バーリントン
- カーピオ
- デスラックス
- ドニーブルック
- ダグラス
- ケンメア
- マコティ
- ライダー
- ソーヤー
- サリー

注: ノースダコタ州の法人化された自治体は、その大きさに拠らず全て「市」になる

### 国勢調査指定地域
- マイノット空軍基地

### その他の町
- オーレリア  - ドニーブルックの南にある"ゴーストタウン"
- ドラディ
- フォックスホルム - バーリントンの北、デスラックス・バレーにある小集落
- ガスマン -  ガスマン・クリークの渡し場として設立され、現在はトレッスル・バレーと呼ばれている
- ハートランド - バーソルド北のゴーストタウン
- ヘスノールト
- ローンツリー - デスラックスの北西、バーソルドの南東にある人口100人ほどの小集落
- ローガン - スーリス川バレーのマイノットの南、ソーヤーの北にある小集落
- ライスレイク - マイノットの南、ライス湖周辺の小集落
- ライスレイクパーク
- ルスビル - マイノット空軍基地建設のために約1マイル北に設立された小集落
- サウスプレーリー - マイノットの南、現代的な学校のある小集落
- ウォルセス - レンビル郡との郡境の南、グランビルに近い消失しそうな集落

歴史的地域
- ハリソン - 昔はマイノットと双子都市、マイノット市に併合された
- ウォルドーフ - できて間もない頃にマイノット市に併合された
- ローチ - 鉄道の待避線
- ラルストン - 鉄道の待避線

### 郡区
| - アフトン - アンナ - バーデン - バーソルド - ブリリアン - バーリントン - バート - キャメロン - カーボンデール - カーピオ | - デンマーク - デスラックス - エルムデール - ユーレカ - エバーグリーン - フォックスホルム - フリーダム - ガスマン - グリーリー - グリーンブッシュ | - ハリソン - ヒドンウッド - ヒルトン - イオタフラット - ケンメア - カークリー - リントン - ルンド - マンダン - マーガレット | - メリーランド - メイランド - マッキンリー - ネッドローズ - ニュープレーリー - ニューマン - オーリエン - パスポート - リー - ライスレイク | - ローリンググリーン - ルスビル - ライダー - セントメアリーズ - ソークプレーリー - ソーヤー - シェリー - スペンサー - スプリングレイク - サンダー | - サリー - タットマン - トルゲン - トーニング - バン - ウォーターフォード - ウィリス |